# Statua di Franz Kafka
La statua di Franz Kafka è una scultura dell'artista Jaroslav Róna installata nel dicembre 2003 nella via Vězeňská nel quartiere ebraico di Praga. 

## Descrizione
La statua riproduce un cappotto gigante e vuoto con un uomo sedutovi sopra a cavalcioni. Ispirata al racconto Descrizione di una battaglia, rappresenta Kafka seduto sul padre, che lo scrittore ha sempre descritto come un uomo enorme e austero. Kafka è stato posizionato a cavalcioni sul cappotto, quasi a far vedere che ha superato la sua paura nei confronti del padre grazie alla lettera che gli ha scritto, la famosa Lettera al padre. La statua ci riporta alla mente anche La metamorfosi e l'abbandono del proprio corpo. Vedendo il cappotto vuoto ci si chiede infatti che fine abbia fatto il corpo che lo riempiva. Si può dunque far riferimento al termine "kafkiano" anche in questo caso.